# Lac acide

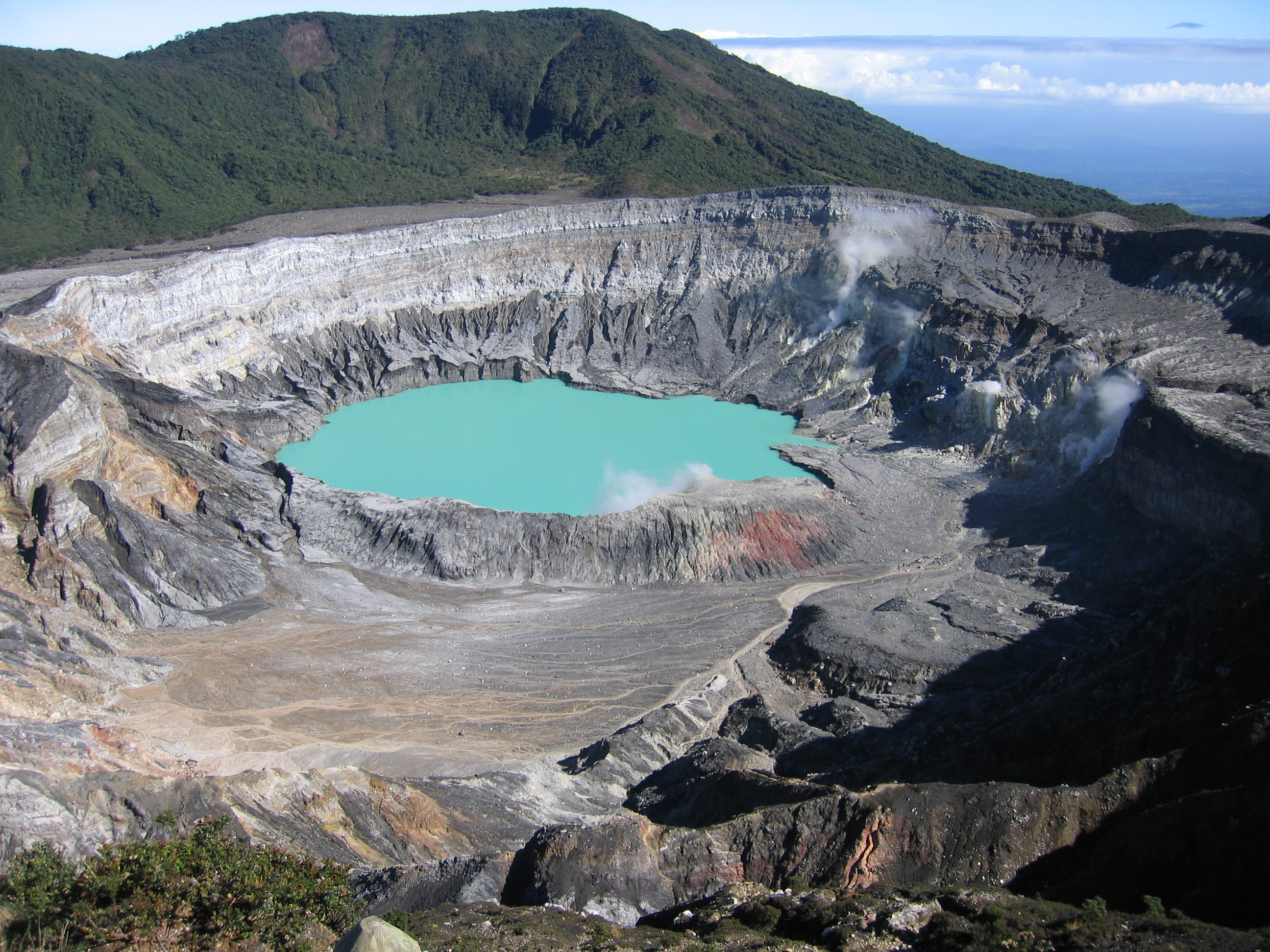
Lac acide du Poás au Costa Rica.

Un lac acide est un lac, généralement d'origine volcanique tel un lac de cratère ou un maar, dont les eaux se sont acidifiées par dissolution de gaz volcaniques.

## Caractéristiques

### Formation

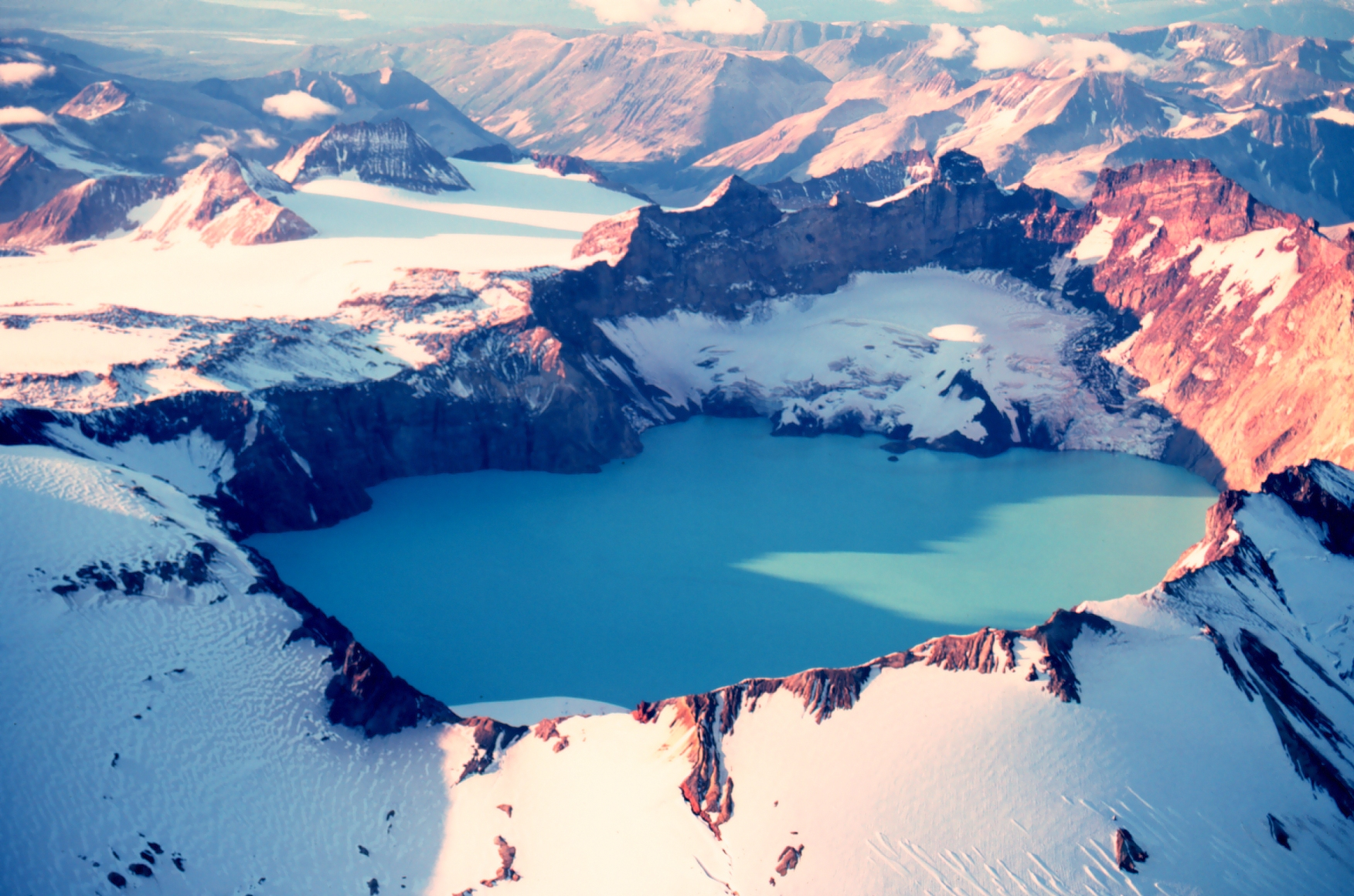
Vue aérienne du sommet du mont Katmai et de son lac acide en Alaska.

Un lac acide se forme à partir d'un lac de cratère ou d'un maar dans le cas où le volcan rejette en permanence des gaz volcaniques en quantité suffisante. Ces gaz doivent être émis depuis le fond du lac dont la profondeur doit permettre leur dissolution grâce à la pression de l'eau plutôt que la formation de bulles qui remonteraient à la surface. Néanmoins, un très fort dégazage sous-lacustre peut à la fois acidifier un lac et former des bulles qui éclatent en surface. Ces gaz peuvent dans le même temps être émis au-dessus des eaux le long des parois du cratère sous la forme de fumerolles ou de solfatares parfois entourées de dépôts de soufre comme le Kawah Ijen en Indonésie.
Un renouvellement des eaux limité est important dans la mesure où cela entraîne une dilution des eaux acides.
Des sources chaudes acides peuvent aussi jaillir directement et former des vasques ou des mares acides. C'est le cas du Dallol en Éthiopie et de certaines sources chaudes et fumerolles aux parcs nationaux américains de Yellowstone et de Lassen[réf. nécessaire].
Si les gaz volcaniques émis sont pauvres en dioxyde de soufre et en chlorure d'hydrogène, le dioxyde de carbone reste le seul gaz rejeté en quantité non négligeable avec la vapeur d'eau. Les eaux profondes du lac de cratère ne s'acidifient donc pas mais se chargent en dioxyde de carbone. En cas de perturbation des différentes couches d'eau, une éruption limnique se produit, se traduisant par un dégazage brutal du lac. Les lacs Nyos et Monoun au Cameroun ont déjà connu de telles éruptions.

### Disparition

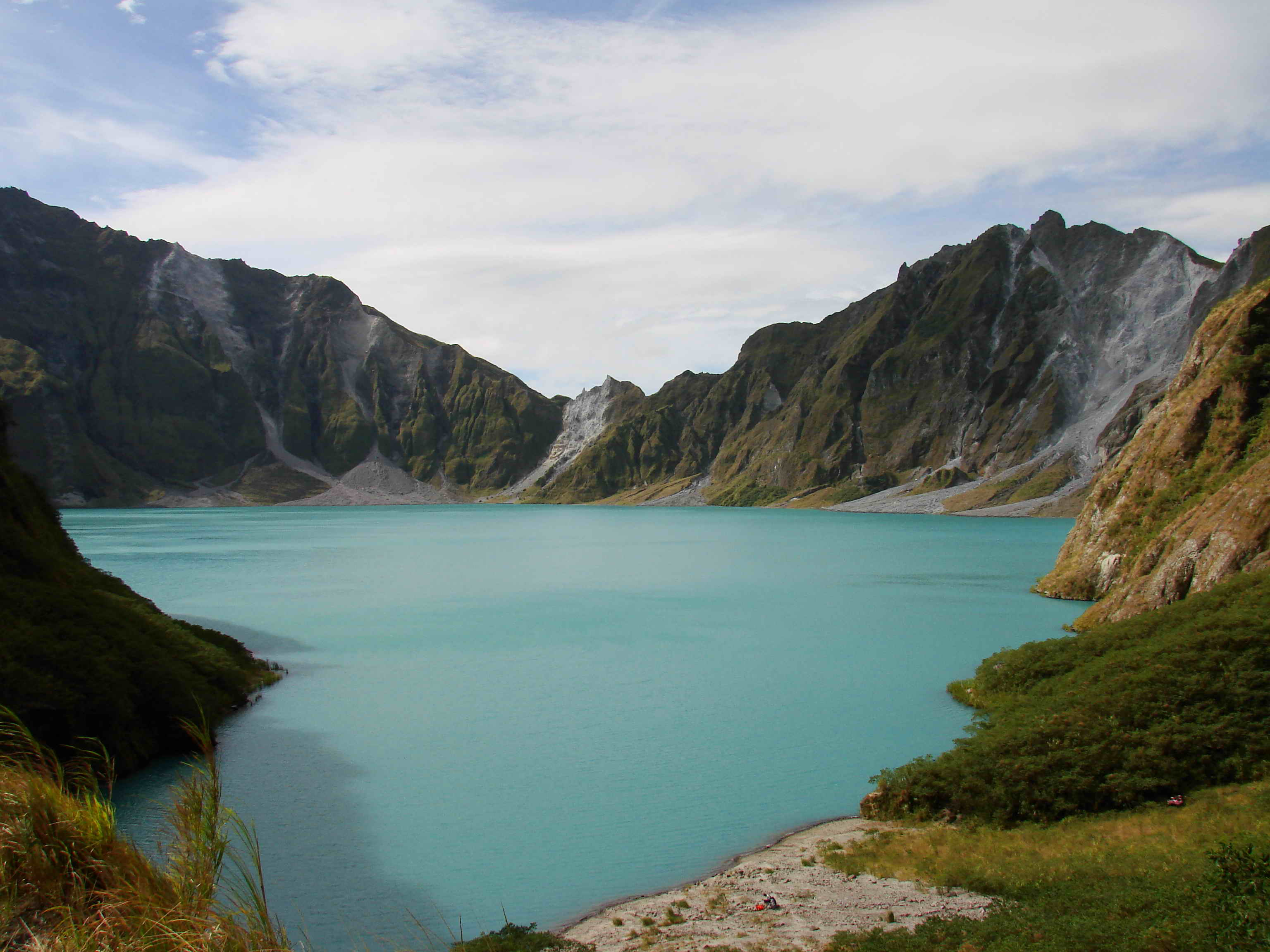
Le lac de cratère du Pinatubo aux Philippines, un ancien lac acide.

Un lac peut perdre son acidité lorsque l'un des facteurs de son acidification disparait. C'est le cas lorsque les gaz volcaniques ne sont plus rejetés par le volcan ou lorsque le lac voit ses eaux être renouvelées en quantité suffisante. Le lac acide du Pinatubo s'est ainsi progressivement mué en un lac de cratère aux eaux classiques lorsque les gaz volcaniques ont cessé d'être émis[réf. nécessaire].
L'origine des lacs acides est aussi un facteur de disparition. Se formant principalement dans des cratères nés d'une éruption volcanique, l'activité peut reprendre au même endroit et vaporiser les eaux. Les parois du cratère peuvent aussi s'effondrer et entraîner la vidange brutale du lac comme au Kelud en Indonésie en 1919.

### Hydrologie

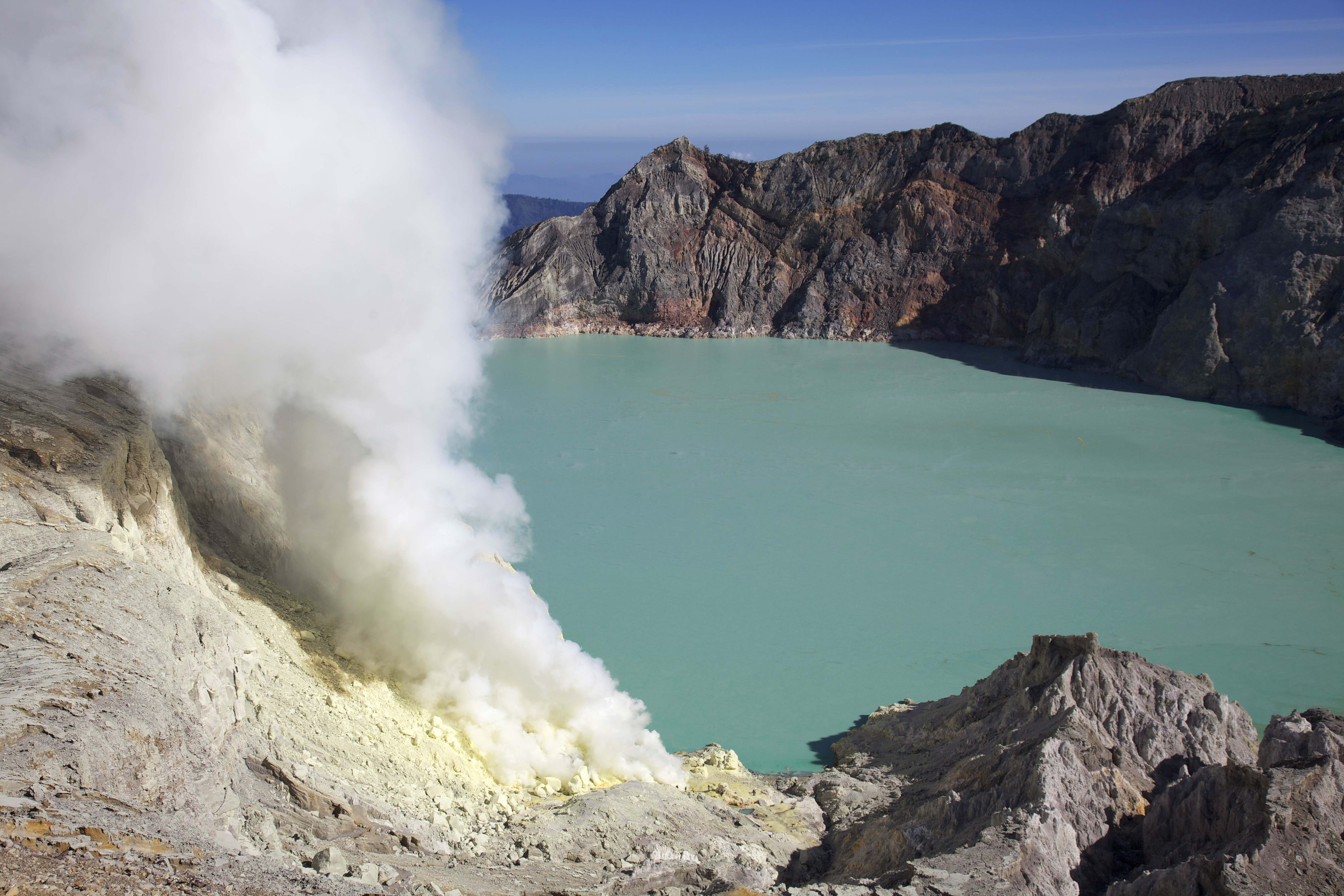
Le lac acide du Kawah Ijen en Indonésie et sa solfatare au premier plan.

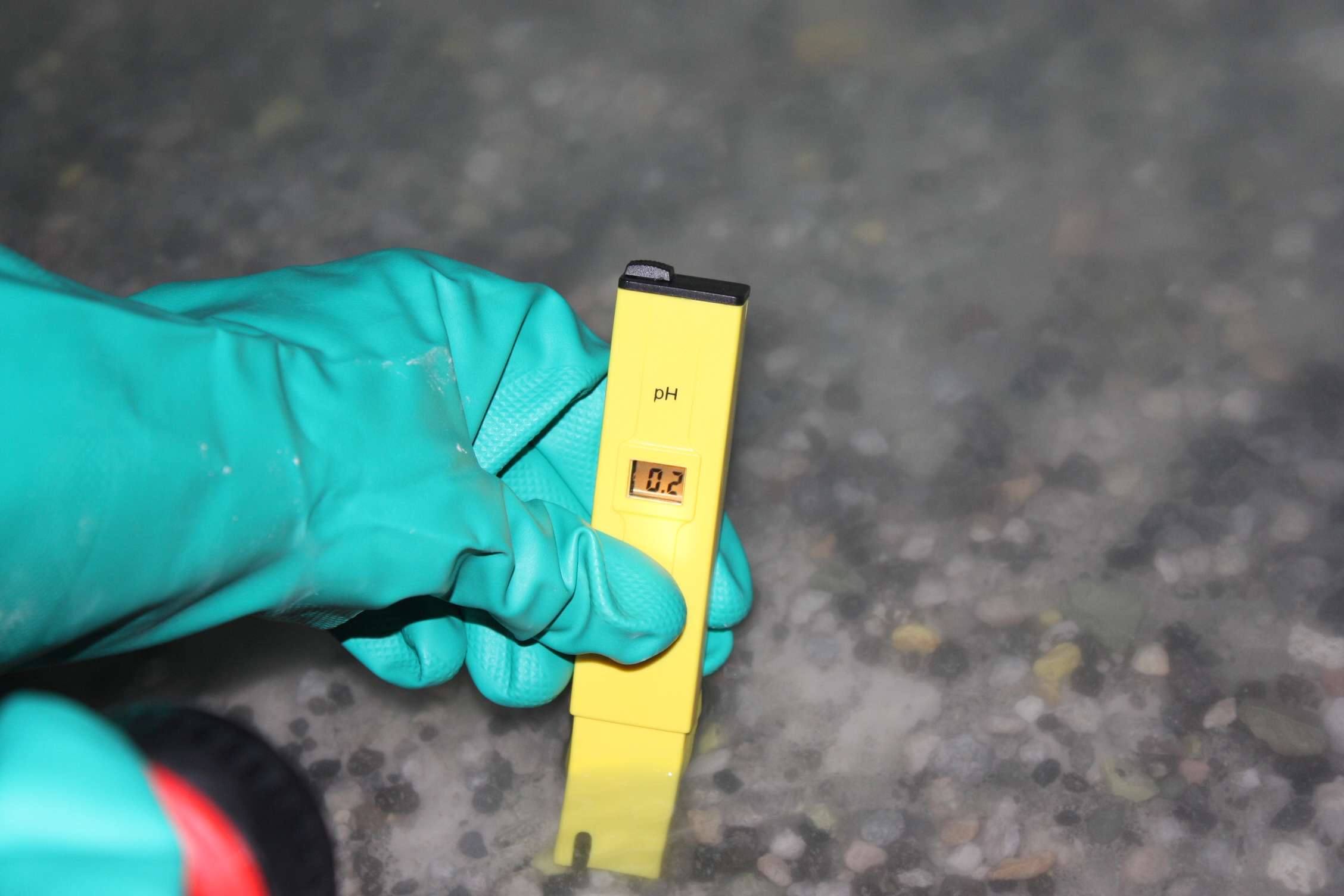
Mesure du pH du lac du Kawah Ijen le 16 juillet 2012.

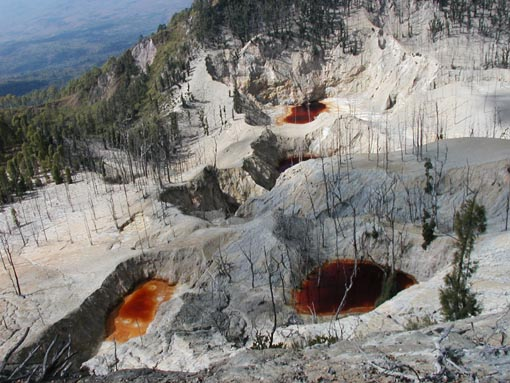
Vue des lacs acides sur les flancs de l'Inielika en Indonésie.

Les gaz volcaniques sont principalement composés de dioxyde de soufre, un composé qui va abaisser le potentiel hydrogène des eaux en s'y dissolvant sous la forme d'acide sulfurique. D'autres lacs peuvent être principalement composés d'acide chlorhydrique (après dissolution de chlorure d'hydrogène) ou d'un mélange des deux. Cette acidité varie de 4 à moins de 1[réf. nécessaire]. Le cas extrême est celui du Poás au Costa Rica dont les eaux ont un pH à peine supérieur à 0, voire atteignant cette valeur lorsque les pluies sont moins abondantes. Le lac acide du Kawah Ijen, dans le Sud-Est de Java, en Indonésie, a un volume d'environ 50 millions de mètres cubes d'une solution à pH très proche de 0.
Les gaz volcaniques jaillissant généralement à haute température car provenant du magma resté non loin de la surface du volcan, ils réchauffent aussi les eaux qui atteignent des températures comprises entre 30 et 85 °C[réf. nécessaire].
Dans ces conditions de très forte acidité, de composition chimique particulière et de température élevée, la vie est pratiquement absente de ces milieux, seules quelques espèces de cyanobactéries extrêmophiles parviennent à s'y développer[réf. nécessaire].
Toutes ces conditions entraînent une modification de la couleur des eaux qui prennent des teintes allant le plus souvent du vert clair au turquoise. Ainsi, tandis que l'acide sulfurique est responsable de la couleur verte, les cyanobactéries le sont de la couleur turquoise, les sédiments en suspension pour le brun ou le gris hormis la silice qui entraîne une couleur bleu clair[réf. nécessaire]. Le Kelimutu en Indonésie présente trois lacs acides de couleur différente et très proches les uns des autres ; leurs couleurs, parfois distinctes, changent régulièrement et rapidement, passant du turquoise, au vert, rouge et noir[réf. nécessaire].
Des métaux peuvent se rajouter aux composés présents dans les eaux des lacs acides. Sur le flanc de l'Inielika en Indonésie, des lacs acides chargés de sulfure de mercure et teintés en rouge apparaissent après des pluies et s'assèchent rapidement ; l'acidité provient de fumerolles.

## Répartition
Les lacs acides peuvent se former sur tout type de volcan, qu'il soit effusif ou explosif, du moment que les conditions propices sont réunies. Peu nombreux au regard des centaines de volcans actifs existants, ils restent néanmoins assez fréquents.
Les plus célèbres sont ceux du Poás (le plus acide du monde) et de l'Irazú au Costa Rica, du Kawah Ijen (le plus grand, le plus chargé en soufre et le deuxième plus acide), de l'Inielika et du Kelimutu en Indonésie, de l'Ambae au Vanuatu, du Furna do Enxofre aux Açores.

## Risque

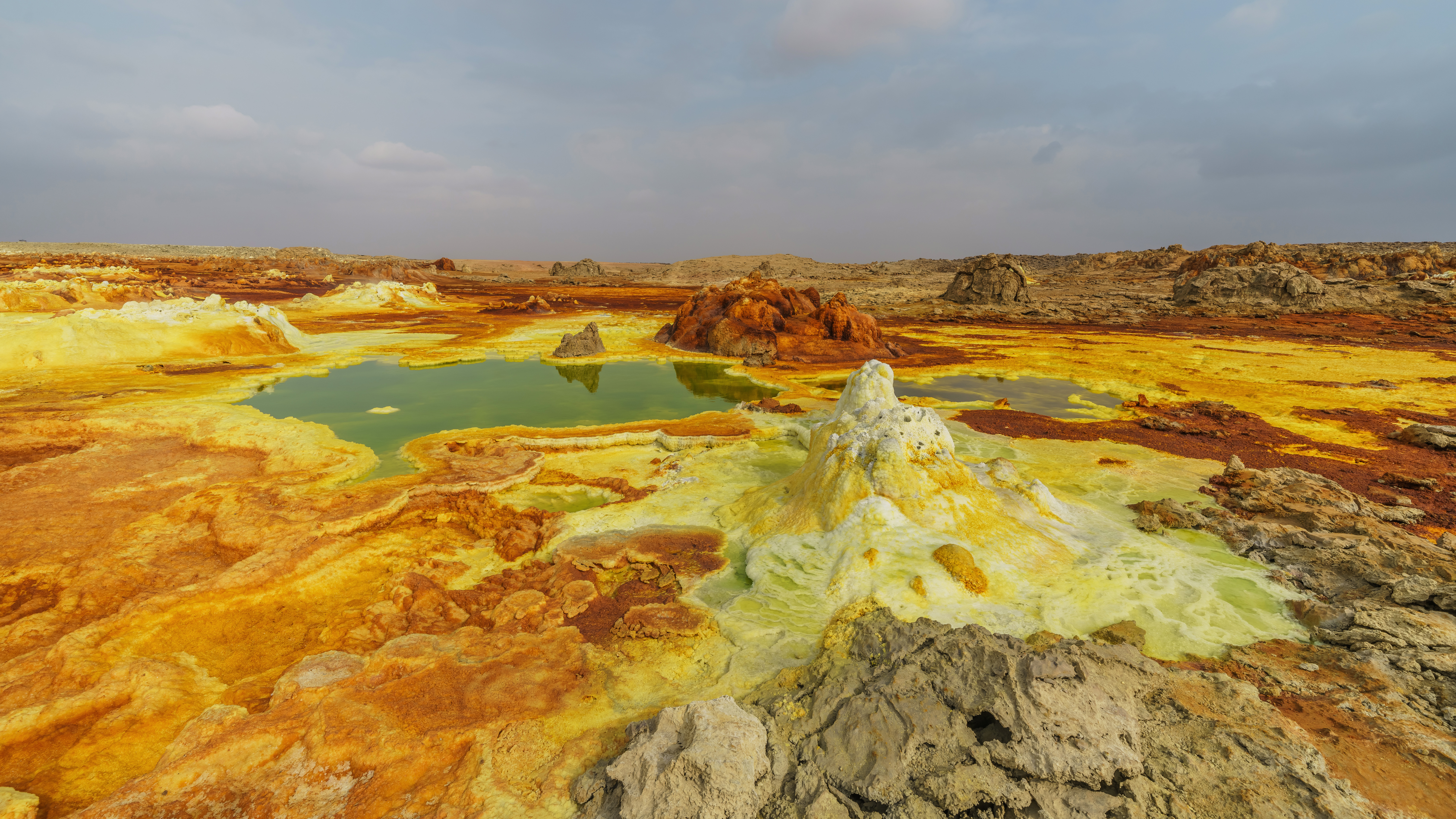
Concrétions de sels, de soufre et de minéraux formant des vasques retenant des eaux acides sur le Dallol en Éthiopie.

Les lacs acides représentent un risque pour les populations et les infrastructures en plus de ceux communs à tous les lacs de cratère. Ainsi, tandis qu'un lac de cratère ne représente pas plus de danger que n'importe quel plan d'eau, un lac acide peut être mortel par simple immersion ou par inhalation des vapeurs qu'il peut dégager. Lors de la vidange brutale d'un lac acide, la nature de ses eaux rajoute un pouvoir destructeur à l'inondation.
Dans le cas d'une éruption volcanique se produisant sous le lac acide, ses eaux peuvent être directement projetées aux alentours par les explosions ou bien retomber sous forme de pluies acides ou de cendres fortement corrosives après leur vaporisation. Ce cas de figure s'est produit sur le Karthala en 2005.